# Stetharasa
Stetharasa is een geslacht van rechtvleugeligen uit de familie sabelsprinkhanen (Tettigoniidae). De wetenschappelijke naam van dit geslacht is voor het eerst geldig gepubliceerd in 1999 door Montealegre-Z. & Morris.

## Soorten
Het geslacht Stetharasa  is monotypisch en omvat slechts de volgende soort:
- Stetharasa exarmata (Montealegre-Z. & Morris, 1999)